# Paura nel buio
Paura nel buio è un film del 1989, diretto da Umberto Lenzi con lo pseudonimo Humphrey Humbert.

## Trama
Mark Glazer è un ragazzo che viaggia in camper, regalatogli del padre, lungo le strade della Virginia, Stati Uniti. Da un passaggio ad un'autostoppista diretta a Norfolk e, poco dopo, la uccide all'interno del suo camper. Dopo averlo fotografato con una polaroid, si disfa del cadavere dandolo in pasto agli alligatori in una palude vicino a Charleston.
Giunto in una località balneare, Mark si dirige verso un campeggio e lì nota una ragazza che sta ballando e festeggiando con alcuni amici. Mark la segue in un bar dove lei litiga con Kevin, il proprio ragazzo, che Mark aveva incrociato poco prima. La mattina dopo la ragazza lascia la sua comitiva e il campeggio e Mark, che l'ha seguita, le offre un passaggio.
Durante il tragitto i due fanno conoscenza. La ragazza dice di chiamarsi Daniela. Mark, sorpreso, le mostra una foto di una donna russa chiamata anch'essa Daniela (Danicka in russo) e che vive a Mosca. Le due donne sono molto somiglianti. Daniela, dopo aver notato alcuni strani comportamenti di Mark, vorrebbe scendere dal camper ma si accorge che proprio in quel momento il suo ragazzo sta arrivando con il proprio fuoristrada e, per evitarlo, decide di rimanere nascosta nel camper e di proseguire il tragitto con Mark. Per farla rilassare Mark le offre una bibita fresca che, però, si rivela essere tagliata con del sonnifero. Daniela perde rapidamente i sensi.
Al suo risveglio Daniela scopre di essere ammanettata nel camper. La ragazza con uno stratagemma riesce a farsi togliere le manette e si impossessa di una pistola notata poco prima. Daniela spara a Mark ma scopre che la pistola è caricata a salve. Daniela riesce comunque a svincolarsi e a uscire dal camper. Si dirige verso una cabina telefonica da dove chiama sua sorella Beth per ottenere aiuto ma Mark la trova e la rapisce nuovamente.
Kevin, sulle tracce di Daniela, chiama Beth e scopre che la ragazza è stata rapita. Beth avverte Kevin che la polizia non crede al rapimento e che, quindi, non si occuperà del caso. Kevin decide quindi di farlo personalmente. Kevin incontra quindi alcuni amici del campeggio e uno di loro afferma di aver visto Daniela salire su un camper il giorno prima.
Nel frattempo, Mark e Daniela sono appartati in riva al mare. Mark insiste per chiamare Daniela con il nome di Danicka. Daniela prova di nuovo a fuggire ferendo Mark con una forchetta ma il ragazzo riesce a bloccarla e ad ammanettarla di nuovo. Accortosi che una pattuglia della polizia sta per controllare il camper, Mark imbavaglia Daniela e le somministra un sedativo. I poliziotti, in un primo momento sospettosi, simpatizzano con Mark quando scoprono che quest'ultimo è il figlio di un ricco proprietario alberghiero e lo lasciano andare. Giunti in una foresta, Mark taglia e tinge i capelli di Daniela per farla assomigliare ancora di più alla donna ritratta nella foto. Mark rivela a Daniela che Danicka era sua madre e che lo aveva abbandonato quando aveva solo dieci anni, tornandosene in Russia. Daniela decide di concedersi a Mark ma questo si rivela impotente.
Nel frattempo, Kevin pedina un camper identico a quello di Mark ma scopre che appartiene a un operaio portuale. Riesce comunque a ottenere delle informazioni sul camper che sta cercando da un benzinaio e, grazie al particolare degli occhiali a specchio riferitogli dall'uomo, riesce anche a capire chi è esattamente il rapitore.
Mark vuole festeggiare il suo ventiduesimo compleanno e Daniela accetta di buon grado offrendogli inoltre la propria amicizia in cambio della sua libertà. Mark accetta ma chiede alla ragazza di indossare un abito rosso appartenuto alla madre. Dopo che Daniela racconta i suoi trascorsi sentimentali, Mark in preda a una crisi di gelosia interrompe bruscamente la cena e ordina alla ragazza di andare a dormire. Durante la notte Daniela scopre le foto delle ragazze uccise da Mark. La mattina seguente Mark rifiuta di rispettare i patti e non libera la ragazza: è al corrente che la ragazza ha scoperto le polaroid e teme che lo denunci alla polizia. Mark decide di ripartire ma scopre che la batteria del camper è scarica e si reca da un meccanico. Lì intravede il fuoristrada di Kevin e scopre che quest'ultimo conosce la sua identità e che è sulle sue tracce.
Durante l'assenza di Mark un ladruncolo ruba il lettore CD portatile di Daniela dal camper senza però accorgersi della presenza della ragazza al suo interno. Il ladruncolo si reca a Virginia Beach dove cerca di smerciare la refurtiva durante una festa ma incontra Kevin il quale riconosce il lettore portatile, lo ricompra e si fa dire dal ladro dove lo ha trovato. Il ladro lo accompagna sul luogo dove è parcheggiato il camper. Mark, nascostosi dietro a degli alberi, osserva Kevin entrare nel camper. Kevin riesce a liberare la ragazza e affronta Mark, battendolo facilmente. I due si danno alla fuga ma Mark li insegue con il suo camper. Mark, armato di una pistola calibro 9, riesce a bloccare i due ragazzi e a rapirli entrambi. Durante la prigionia, Mark tortura Kevin e prova a violentare Daniela. Inoltre, Mark afferma che Kevin assomiglia molto alla persona con cui sua madre è scappata.
Mark, ubriaco e sotto effetto di psicofarmaci, si reca in un drive-in per vedere un film comico. Durante la proiezione Mark e Kevin hanno una colluttazione e Mark uccide l'avversario ma nessuno fa caso alle urla dei ragazzi perché troppo presi dal film. Il mattino dopo Mark evita per un soffio una perquisizione ad un posto di blocco e decide di nascondersi da uno sfasciacarrozze. Ormai deluso da Daniela, decide di disfarsi sia del cadavere di Kevin che del corpo della ragazza, occultandoli nel bagagliaio di alcune macchine abbandonate.
Mark ritorna dal padre ma, dopo aver sentito al telegiornale del ritrovamento del cadavere di Kevin, lo avverte che resterà per poco perché desidera "fare un lungo viaggio in camper sulla costa". Ripreso il viaggio Mark da un passaggio ad una ragazza, si apparta per poterla uccidere ma scopre che l'autostoppista non è altro che Daniela. La ragazza, lucida e determinata, uccide il suo aguzzino.